# Доброчинство
Доброчинство или алтруизам (од лат.  — „други”) јест несебична брига за добробит других. Термин означава животни став који укључује несебичност, наклоност, љубав према другоме и спремност да му се помогне, по цену личне штете и жртве, без икакве накнаде или спољашње награде. То је оно понашање које се обично описује као „несебично“ јер су интереси других стављени изнад властитих интереса. Алтруистични поступци су свесни и садрже намеру да се некоме помогне и захтевају одређено жртвовање и одрицање. Стога би, према овом одређењу, доброчинство било једна одређена врста просоцијалног (за друштво) понашања. 
Реч „алтруизам” је популаризовао (и вероватно сковао) француски филозоф Огист Конт на француском, као altruisme, за антоним егоизма. Он је ту реч извео из италијанског altrui, што је пак изведено из латинског alteri, што значи „други људи” или „неко други”.
Алтруизам у биолошким опсервацијама у теренским популацијама дневних организама је индивидуа која врши радњу која их кошта (на пример, задовољство и квалитет живота, време, вероватноћа преживљавања или размножавања), али користи, директно или индиректно, другој индивидуи, без очекивања реципроцитета или накнаде за ту радњу. Стајнберг предлаже дефиницију алтруизма у клиничком окружењу, то јест „намерне и добровољне радње које имају за циљ да побољшају добробит друге особе у одсуству било каквих спољних награда“. У извесном смислу, супротност алтруизма је инат; опака радња која штети другоме без личне користи.

## Научна гледишта

### Антропологија
Есеј Марсела Мауса Поклон садржи одломак под називом „Белешка о милостињи“. Ова белешка описује еволуцију појма милостиње (и по импликацији алтруизма) од појма жртве. У њему он пише:
Милостиња је плод моралног схватања дара и среће с једне стране, и појма жртве, с друге стране. Великодушност је обавеза, јер Немесис освећује сиромахе и богове због вишка среће и богатства одређених људи који би се тога требали ослободити. Ово је древни морал дара, који је постао начело правде. Богови и духови прихватају да део богатства и среће који им је понуђен и до сада уништен бескорисним жртвама треба да служи сиромашнима и деци.

### Еволуциона објашњења
У науци етологија (проучавању понашања животиња), и уопштеније у проучавању друштвене еволуције, алтруизам се односи на понашање појединца које повећава способност другог појединца, а смањује способност добротвора. У еволуционој психологији ово се може применити на широк спектар људских понашања, као што су доброчинство, хитна помоћ, помоћ коалиционим партнерима, бакшиш, поклони удварања, производња јавних добара и екологија.